# Chwiam-dong
Chwiam-dong (koreanska: 취암동) är en stadsdel i staden Nonsan i provinsen Södra Chungcheong i den centrala delen av Sydkorea, 150 km söder om huvudstaden Seoul.